# Conning Towers Nautilus Park
Conning Towers Nautilus Park – jednostka osadnicza w Stanach Zjednoczonych, w stanie Connecticut, w hrabstwie New London.